# 罗马征服意大利
罗马征服意大利是指罗马从一个意大利小城邦壯大成意大利地区统治者的過程。強暴薩賓婦女被視為羅馬的首次對外擴張，阿尔班山周围和拉丁姆海岸是羅馬首批征服的地點。公元前509年罗马君主制被推翻后，罗马共和国诞生，之後又爆發罗马-伊特鲁里亚战争。公元前4世纪下半叶，罗马与萨莫奈人发生多次冲突。之後罗马已成为意大利中部最强大的国家，并开始向南北扩张。後來又爆發皮洛士戰爭。
第二次布匿战争期間，罗马还征服了山南高卢以北的凯尔特人领土。公元前16年至公元前7年期間，奥古斯都又征服了阿尔卑斯山谷，徹底征服整個意大利区域。在征服整个意大利领土后的公元7年，奥古斯都將義大利劃分為11個地區。